# ستارز
ستارز (بالإنجليزية: Starz)‏ هي شبكة كبلية وفضائية أمريكية بدأت بثها في 1 فبراير 1994. برامجها تضم الأفلام السينمائية والبرامج التلفزيونية.
يقع مقر ستارز في ميريديان بولاية كولورادو. منذ فبراير 2015، برامج ستارز متاحة لحوالي 29.3 مليون أسرة.

## البرامج

### المسلسلات الحالية
- Black Sails — الأشرعة السوداء (2014 –الحاضر)
- Power — قوة (2014 –الحاضر)
- Outlander — دخيلة (2014 –الحاضر)
- Survivor's Remorse — ندم الناجي (2014 –الحاضر)
- The Missing — المفقودة (2014 –الحاضر)

### المسلسلات السابقة
- Boss — رئيس (2011 — 2012)
- Camelot — كاميلوت (2011)
- Crash — كراش (2008 — 2009)
- Magic City — ماجيك سيتي (2012 — 2013)
- Spartacus — سبارتكوس (2010 — 2013)
- The White Queen — الملكة البيضاء (2013 — 2013)
- Da Vinci's Demons — شياطين دا فينشي (2013 – 2015)

### المسلسلات المستقبلية
- American Gods — آلهة أمريكية (2017)

## روابط خارجية
- الموقع الرسمي
- الموقع الرسمي